# فلورنس جرافيلير
فلورنس جرافيلير (بالفرنسية: Florence Gravellier)‏ مواليد 23 يناير 1979 في بوردو، هي لاعبة تنس كراسي متحركة فرنسية سابقة، اعتزلت اللعب في 2010. أعلى تصنيف لها في الفردي كان المركز الـ 2 في سنة 2006. أعلى تصنيف لها في الزوجي كان المركز الأول في سنة 2005.

## روابط خارجية
- فلورنس جرافيلير على موقع الاتحاد الدولي لكرة المضرب (الإنجليزية)
- فلورنس جرافيلير على موقع Paralympic.org (الإنجليزية)
- فلورنس جرافيلير على موقع اللجنة البارالمبية الفرنسية (الفرنسية)